# 克里尼奇納
克里尼奇納（烏克蘭語：Кринична），是烏克蘭東部頓涅茨克州顿涅茨克区马基伊夫卡市镇内的市級鎮。距離頓涅茨克23公里，海拔高度251米，2011年該市級鎮人口4,520。